# Outback Steakhouse
Outback Steakhouse è una catena di ristoranti statunitense a tema australiano che serve cucina statunitense con sede a Tampa in Florida con oltre 1000 ristoranti in 23 nazioni tra il Nord America, il Sud America, l'Asia e l'Australia.
Nacque nel 1988 a Tampa per una idea di Bob Basham, Chris T. Sullivan, Trudy Cooper e Tim Gannon. Fu di proprietà negli Stati Uniti di OSI Restaurant Partners finché venne acquisita da Bloomin' Brands e da altri franchise e accordi aziendali di livello internazionale.

## Storia
I ristoranti Outback canadesi nacquero nel 1996 e nel 2009 chiusero tutti i 9 ristoranti aperti in Ontario, ma successivamente ne aprirono 2 nuovi; uno a Niagara Falls, Ontario e uno a Edmonton in Alberta.
Nel 1997 apre in Corea del Sud con un accordo di franchise Aussie Chung Inc.. Ad oggi vi sono 101 ristoranti nel paese.
Nel 2000 apre il suo primo ristorante in Giappone..